# 687 هـ
687 هـ هي سنة في التقويم الهجري امتدت مقابلةً في التقويم الميلادي بين سنتي 1288 و1289.

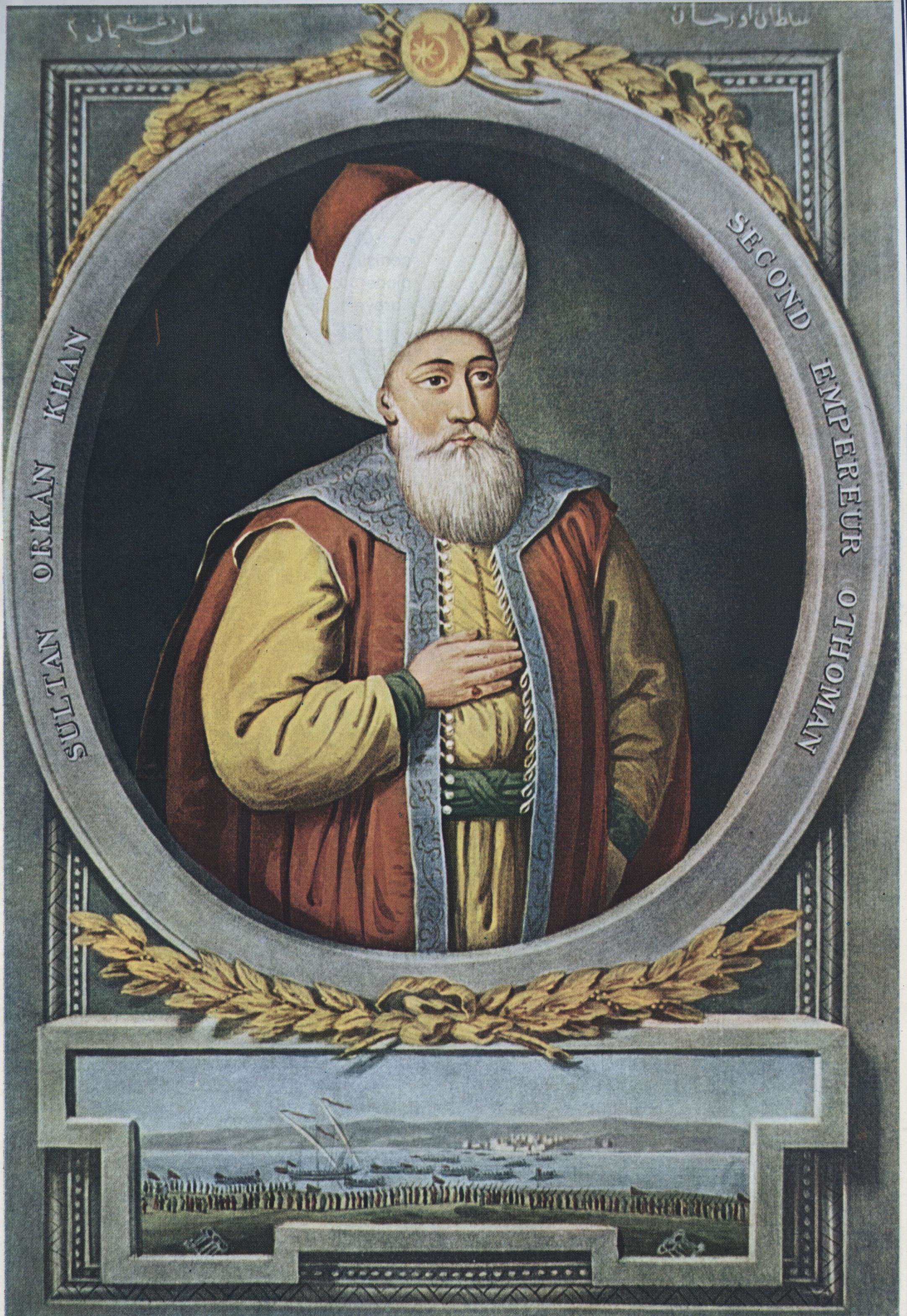
أورخان غازي

## مواليد
- 1 محرم – أورخان غازي، ابن السلطان عثمان بن أرطغرل وثاني سلاطين الدولة العثمانية.
- محمود الشبستري

## وفيات
- برهان الدين النسفي
- شمس الدين الشهرزوري
- عبيد الله الجعفي

- ابن النفيس
- أبو الفضائل النسفي - عالِم وفقيه.